# متحف كرميان للفولكلور
متحف كرميان للفولكلور، هو متحف للأثار، أنشئ داخل قلعة شيروانة سنة 2003 من قبل إدارة الآثار في مدينة كلار التابعة لمحافظة السليمانية. ويضم مجموعة من آثار تلّ شيروانة و قطع فولكلورية للمنطقة.